# Divize B 1968/1969
V soubojích 4. ročníku České divize B 1968/69 se utkalo 14 týmů dvoukolovým systémem podzim – jaro. Tento ročník začal v srpnu 1968 a skončil v červnu 1969.

## Nové týmy v sezoně 1968/69
Na začátku sezóny bylo zrušeno striktní dodržování umisťování do Divize B pouze klubů z Severočeského kraje a z hl. m. Prahy a proto sem mohly být zařazeny i kluby ze Západočeského a Středočeského kraje.
Z 2. ligy – sk. A 1967/68 sestoupila do Divize B mužstvo TJ Slavia Karlovy Vary. Z krajských přeborů ročníku 1967/68 postoupilo vítězné mužstvo TJ Chemička Ústí nad Labem ze Severočeského krajského přeboru. Také sem byla přeřazena mužstva TJ Baník Sokolov, TJ Škoda Ostrov a TJ Mariánské Lázně z Divize A a také VTJ Dukla Slaný a TJ Kaučuk Kralupy nad Vltavou z Divize C.

## Výsledná tabulka
Zdroj: 
| Poř. | Tým                           | Z  | V  | R | P  | VG | OG | B  |
| ---- | ----------------------------- | -- | -- | - | -- | -- | -- | -- |
| 1.   | TJ Kovostroj Děčín            | 26 | 19 | 4 | 3  | 63 | 22 | 42 |
| 2.   | TJ Baník Sokolov              | 26 | 15 | 6 | 5  | 40 | 22 | 36 |
| 3.   | TJ Chemička Ústí nad Labem    | 26 | 15 | 4 | 7  | 47 | 30 | 34 |
| 4.   | VTJ Dukla Slaný               | 26 | 12 | 6 | 8  | 43 | 26 | 30 |
| 5.   | VTJ Dukla Žatec               | 26 | 12 | 5 | 9  | 38 | 27 | 29 |
| 6.   | TJ CHZ Litvínov               | 26 | 10 | 7 | 9  | 40 | 36 | 27 |
| 7.   | TJ Břevnov                    | 26 | 10 | 6 | 10 | 41 | 37 | 26 |
| 8.   | TJ Sklo Union Teplice "B"     | 26 | 10 | 5 | 11 | 38 | 38 | 25 |
| 9.   | TJ Slavia Karlovy Vary        | 26 | 10 | 3 | 13 | 34 | 40 | 23 |
| 10.  | TJ Bohemians ČKD Praha "B"    | 26 | 10 | 3 | 13 | 35 | 44 | 23 |
| 11.  | TJ Mariánské Lázně            | 26 | 7  | 7 | 12 | 24 | 44 | 21 |
| 12.  | TJ Kaučuk Kralupy nad Vltavou | 26 | 7  | 3 | 16 | 22 | 50 | 17 |
| 12.  | TJ Tesla Žižkov               | 26 | 6  | 4 | 16 | 36 | 62 | 16 |
| 14.  | TJ Škoda Ostrov               | 26 | 5  | 5 | 16 | 32 | 50 | 15 |

Poznámky:
- Z = Odehrané zápasy; V = Vítězství; R = Remízy; P = Prohry; VG = Vstřelené góly; OG = Obdržené góly; B = Body

|  | Postup do 3. ligy – sk. A 1969/70                |
|  | Sestup do příslušného oblastního přeboru 1969/70 |